# Aaron (abate)
Aaron (... – Colonia, 14 dicembre 1052) è stato un abate e teorico della musica tedesco.
Originario della Scozia, o forse dell'Irlanda, e per questo noto anche come Aaron Scoto (Scotus), fu abate di San Martino a Colonia, città dove morì. Nella biblioteca del convento di San Martino si conservano due suoi trattati: De utilitate cantus vocalis et de modo cantandi atque psallendi e  De regulis tonorum et symphoniarium. Secondo quanto riportato da Giovanni Tritemio, Aaron sarebbe stato il responsabile dell'introduzione del canto gregoriano notturno in Germania.